# ポーポイズ現象
ポーポイズ現象（ポーポイズげんしょう、英: porpoising）またはポーポイジングは、自動車や船舶、航空機などが、高速走行・航行中や着陸時などに、上下揺れと縦揺れの連成運動を生じて止まらなくなる現象。名称はネズミイルカ (porpoise) が海面を上下するように泳ぐ様子に由来する(参考：en)。
フォーミュラ1ではポーパシング、あるいはバウンシング（英: bouncing）とも呼ばれる。ただ一部の関係者からは「ポーパシングとバウンシングは異なる現象である」との意見もある。

## 概要
porpoiseの発音は「ポーパス」に近いが、英文の綴り方を直読みすることの多い日本では「ポーポイズ」とされているようである。
航空機においては、この現象が発生すると、着地する度に乗員が繰り返し大きな衝撃を受け、コントロールが全く効かなくなる危険な状態に陥ってしまう。フェデックス・エクスプレス80便着陸失敗事故のように重大な事故に繋がることがある。
自動車レースでのポーポイズ現象はグラウンド・エフェクト・カー特有の問題で、アンダーフロアに設けられたトンネルで負圧を作り出し、地面にマシンを押し付ける力（ダウンフォース）を生み出す仕組みに起因している。ブレーキング時や路面のバンプなどでマシンが前のめりになった際に、アンダーフロアへの空気の流れが遮断されるとダウンフォースが失われる。それが失われるとスプリングが伸び、車高が上がることにより、再びアンダーボディへ空気が流れ込みダウンフォースを生み出す。この過程が繰り返されることにより、車体全体が飛び跳ねているように見える。2022年のF1世界選手権では40年ぶりにグラウンド・エフェクト・カーが解禁されたことにより、開幕前に実施されたテストでは、各チームがポーパシングへの対応に迫られた。また路面のバンプが激しいサーキット（特に路面が荒れやすい公道コース）では、車体の底面がバンプに当たり似たような状況に陥ることがあり、これについても対応が必要となる。